# La Nuit du 3 août
La Nuit du 3 août est le septième album de la saga de bande-dessinée XIII de William Vance et Jean Van Hamme. C'est la suite de l'album Le Dossier Jason Fly paru en 1990.

## Résumé
Le shérif Quinn et La Mangouste sont à la recherche de XIII et Jones (voir Le Dossier Jason Fly). Les traces qu’ils ont suivies les mènent vers deux chasseurs et ils doivent se rendre à l’évidence : XIII leur a de nouveau échappé.
De son côté, Judith rentre chez elle pour y trouver XIII et Jones qui lui expliquent la raison de leur présence à Greenfalls. XIII demande à Judith de veiller sur le vieux Zeke Hattaway et sur Jones encore affaiblie par l’opération dont elle relève (voir Rouge Total) et son accident dans l'avalanche. XIII se rend à la résidence de Zeke, afin d’y découvrir des traces du passé de Jason Fly. Lors de son passage à la clinique, Jones l’avait entendu marmonner quelque chose à propos de la « troisième marche ». XIII y découvre une cachette remplie de coupures de presse et un cahier écrit par Zeke à l’attention de Jason.
XIII y découvre l’histoire de Fly : Jonathan Fly arrive à Greenfalls alors que Jason n'a que trois ans. Journaliste exceptionnel, Zeke l’emploie dans le journal local. Jonathan ne consacre que peu de temps à son fils, contrairement à Zeke qui reprend goût à la vie grâce à ce jeune garçon. Zeke découvre que l’identité de Fly est en réalité Jonathan Mac Lane, célèbre journaliste condamné pour avoir défendu un couple accusé de trahison, venu à Greenfalls pour fuir cette affaire. Jonathan et lui deviennent amis et passent régulièrement des nuits entières à discuter. Hélas cette amitié connut une fin tragique : c'était la nuit du 3 août.
Pendant ce temps, Quinn et la Mangouste arrêtent Judith alors qu'elle rend visite à Zeke à la clinique. Ils l'emmènent chez elle, persuadés d’y trouver XIII et Jones. Jones parvient à fuir mais est arrêtée par l'adjoint de Quinn après s'être battue avec trois hommes lancés à sa poursuite par Dwight Rigby. Ce dernier se rend chez Zeke espérant y arriver avant XIII et ainsi récupérer les documents. XIII l'arrête et l’emmène avec lui à la rédaction du Mountain News afin de continuer la lecture du cahier en compagnie de David Rigby.
David reprend alors la lecture là où s'était arrêté XIII, c'est-à-dire juste avant l'épisode de la nuit du 3 août : ce soir-là, Zeke quitte la rédaction du Mountain News avec l'intention d'aller rendre visite à Jonathan. Quand il approche de sa maison, il entend du bruit en provenance de la mine désaffectée voisine. Poussé par la curiosité, il entre et assiste à l'exécution par pendaison de son ami par le Ku Klux Klan. À sa tête, Dwight Rigby, accompagné par Murdoch et Quinn. Ils déguisent le crime en accident en amenant le corps dans sa maison avant d'y mettre le feu. Jason, qui était en camp de vacances, rentre pour l'enterrement et est envoyé à l'orphelinat St. Andrews à Denver.
Au fur et à mesure qu’il lit, David comprend qui est réellement son père. Il est désormais convaincu que John Flemming alias XIII est bel et bien Jason Fly et que son propre père est l'assassin de Jonathan Fly alias Jonathan Mac Lane.
Soudain, la voix de Judith se fait entendre et distrait XIII. Dwight Rigby en profite pour saisir une lampe et l'assommer. Alors qu'il s'apprête à l'achever avec son arme, David s'interpose et prend la balle dans l'abdomen. Dwight Rigby prétend que c'est XIII le responsable et David n'étant pas en état de démentir, XIII est forcé de fuir.
À la prison de la ville, Hank, l'adjoint de Quinn s’absente de la prison pour assister le shérif lors du transfert de David dans un hélicoptère. Les trois hommes avec lesquels Jones s'était battue la veille restent pour monter la garde. Ils profitent de l'absence de Hank pour neutraliser le dernier gardien afin de se venger de Jones. Ils la ligotent et tentent de la pendre dans sa cellule mais XIII arrive juste à temps pour la libérer.
XIII et Jones fuient alors vers l'hélicoptère prévu pour le transfert de David dans un hôpital ; il est accompagné de Judith. 
Quinn est en train de passer un savon à ses hommes, quand entre le marshal Delaney accompagné du colonel Amos. Ils lui annoncent que les deux chasseurs rencontrés sur les traces de XIII sont en réalité des agents spéciaux à la recherche d'un dangereux criminel : la Mangouste, qui se fait passer pour le capitaine Curtis.
Aux commandes de l’hélicoptère, Jones emmène David à l'hôpital, mais auparavant, dépose XIII dans le chalet de Rigby. Il y découvre Dwight tenant en joue le vieux Zeke. Il tente de le raisonner, mais la Mangouste surgit et l'emmène à l'extérieur pour enfin remplir son contrat. XIII découvre que c’est la Mangouste qui a tiré la balle qui l'a rendu amnésique alors qu’il était à bord du navire de numéro I. La Mangouste tire et s'approche pour l'achever, mais aperçoit Amos qui arrive avec des renforts. Il tente de fuir en moto-neige mais Jason surgit, l'attrape et le neutralise. Rigby sort armé et alors qu'il s'apprête à tirer, il est abattu par Zeke. Il vient de sauver la vie de Jason pour la deuxième fois car la balle tirée par la Mangouste a été déviée par le cahier de Zeke que Jason avait dans la poche.
Épilogue :
Jason est de retour à Greenfalls et y rencontre Judith. Leur discussion révèle plusieurs choses : la condamnation de Quinn, la mort de Zeke juste après le procès, le départ de David Rigby pour San Francisco après la mise en vente de tout le patrimoine de son père ainsi que le viol de Judith par Dwight Rigby. Jason dit alors adieu à Judith et quitte Greenfalls pour ne jamais y revenir.

## Accueil par la critique
Selon un article du Matin, les auteurs « sans faire dans l'originalité, entremêlent avec tant d'habileté les fils de leur intrigue qu'il est impossible de ne pas se prendre dedans. »